# Hadena ectypaa
Hadena ectypaa är en fjärilsart som beskrevs av Morrison 1875. Hadena ectypaa ingår i släktet Hadena och familjen nattflyn. Inga underarter finns listade i Catalogue of Life.